# División de Honor de bádminton 2020-21
La temporada 2020-21 fue la 34.ª edición de la División de Honor de bádminton en España, máxima categoría de este deporte en el país, organizada por la Federación Española de Bádminton.

## Equipos participantes
| Equipo                     | Ciudad       | Recinto                                   |
| -------------------------- | ------------ | ----------------------------------------- |
| Club Bádminton Ravachol    | Pontevedra   | Centro Gallego de Tecnificación Deportiva |
| CB Rinconada               | La Rinconada | Pabellón Fernando Martín                  |
| Club Bádminton Oviedo      | Oviedo       | Polideportivo Corredoria Arena            |
| Club Bádminton Pitiús      | Ibiza        | Polideportivo Insular Blancadona          |
| Club Bádminton Benalmádena | Benalmádena  | Polideportivo Arroyo de la Miel           |
| CB Arjonilla               | Arjonilla    | Pabellón Municipal de Arjonilla           |
| CB Alicante                | Alicante     | Pabellón Pedro Ferrándiz                  |
| CB San Fernando            | Valencia     | Pabellón Fuensanta                        |

## Clasificación
|                                                                     | Equipo                               | Puntos | J  | G  | P  | PG | PP | JF  | JC  | PF   | PC   |
| ------------------------------------------------------------------- | ------------------------------------ | ------ | -- | -- | -- | -- | -- | --- | --- | ---- | ---- |
| 1                                                                   | Ovida Bádminton Oviedo               | 42     | 14 | 14 | 0  | 74 | 24 | 155 | 63  | 4278 | 3476 |
| 2                                                                   | Club Bádminton Pitiús                | 27     | 14 | 9  | 5  | 56 | 42 | 127 | 94  | 3924 | 3764 |
| 3                                                                   | Club Bádminton Arjonilla             | 24     | 14 | 8  | 6  | 53 | 45 | 125 | 106 | 4259 | 4118 |
| 4                                                                   | Club Bádminton Rinconada-Sevilla     | 21     | 14 | 7  | 7  | 49 | 49 | 114 | 112 | 4049 | 3998 |
| 5                                                                   | Club Bádminton Alicante              | 21     | 14 | 7  | 7  | 47 | 51 | 111 | 122 | 4045 | 4213 |
| 6                                                                   | Club Bádminton San Fernando Valencia | 12     | 14 | 4  | 10 | 41 | 57 | 92  | 128 | 3861 | 4044 |
| 7                                                                   | CD Bádminton Benalmádena             | 12     | 14 | 4  | 10 | 35 | 63 | 84  | 136 | 3629 | 3944 |
| 8                                                                   | Club Bádminton Ravachol Pontevedra   | 9      | 14 | 3  | 11 | 37 | 61 | 89  | 136 | 3685 | 4173 |
| Fuente: Federación Española de Bádminton (actualización automática) |                                      |        |    |    |    |    |    |     |     |      |      |